# Sébastien Minard
Sébastien Minard (Senlis, 12 de junio de 1982) es un exciclista profesional francés que debutó en el año 2005 con el equipo R.A.G.T. Sémences y que se retiró en 2016, siendo el Ag2r La Mondiale su último equipo. A pesar de no obtener muchas victorias destaca en las clásicas; así lo demostró al ser tercero en la París-Tours sub-23 en su último año de amateur (2004) y al ganar la París-Camembert (2010).

## Palmarés
2005
- 1 etapa del Tour del Porvenir

2010
- París-Camembert

## Resultados en Grandes Vueltas y Campeonatos del Mundo
| Carrera         | Carrera         | 2005 | 2006 | 2007 | 2008 | 2009 | 2010  | 2011  | 2012 | 2013  | 2014 | 2015 | 2016 |
| --------------- | --------------- | ---- | ---- | ---- | ---- | ---- | ----- | ----- | ---- | ----- | ---- | ---- | ---- |
|                 | Giro de Italia  | —    | —    | —    | —    | —    | —     | —     | —    | —     | —    | —    | —    |
|                 | Tour de Francia | —    | —    | —    | —    | 38.º | 92.º  | 110.º | 65.º | 124.º | 99.º | —    | —    |
|                 | Vuelta a España | —    | 43.º | 57.º | 71.º | —    | 102.º | —     | —    | —     | —    | 96.º | Ab.  |
| Mundial en Ruta | Mundial en Ruta | —    | —    | —    | —    | —    | —     | —     | —    | —     | —    | Ab.  | —    |

—: no participa

Ab.: abandono

## Equipos
- R.A.G.T. Sémences (2005)
- Cofidis (2006-2010)
  - Cofidis, le Crédit par Téléphone (2007-2008)
  - Cofidis, le Crédit en Ligne (2009-2010)
- Ag2r La Mondiale (2011-2016)